# I. liga 1976-1977
L'edizione 1976/77 del campionato cecoslovacco di calcio vide la vittoria finale del Dukla Praga.
Capocannoniere del torneo fu Ladislav Józsa della Football Club Lokomotíva Košice con 18 reti.

## Classifica finale
|    | Classifica                        | G  | V  | N  | P  | GF | GS | DR  | Pti |
| -- | --------------------------------- | -- | -- | -- | -- | -- | -- | --- | --- |
| 1  | Dukla Praga                       | 30 | 18 | 6  | 6  | 61 | 33 | +28 | 42  |
| 2  | Internacionál Slovnaft Bratislava | 30 | 16 | 6  | 8  | 55 | 36 | +19 | 38  |
| 3  | Slavia Praga                      | 30 | 13 | 10 | 7  | 53 | 36 | +17 | 36  |
| 4  | Zbrojovka Brno                    | 30 | 13 | 9  | 8  | 49 | 40 | +9  | 35  |
| 5  | Lokomotíva Košice                 | 30 | 16 | 1  | 13 | 60 | 59 | +1  | 33  |
| 6  | Škoda Plzeň                       | 30 | 11 | 9  | 10 | 40 | 37 | +3  | 31  |
| 7  | Baník Ostrava OKD                 | 30 | 11 | 8  | 11 | 36 | 33 | +3  | 30  |
| 8  | Slovan CHZJD Bratislava           | 30 | 12 | 5  | 13 | 44 | 38 | +6  | 29  |
| 9  | Bohemians ČKD Praga               | 30 | 8  | 13 | 9  | 32 | 34 | -2  | 29  |
| 10 | ZVL Žilina                        | 30 | 10 | 9  | 11 | 40 | 43 | -3  | 29  |
| 11 | Jednota Trenčín                   | 30 | 10 | 9  | 11 | 41 | 48 | -7  | 29  |
| 12 | Sklo Union Teplice                | 30 | 11 | 6  | 13 | 45 | 46 | -1  | 28  |
| 13 | Sparta ČKD Praga                  | 30 | 11 | 6  | 13 | 40 | 44 | -4  | 28  |
| 14 | Spartak TAZ Trnava                | 30 | 9  | 8  | 13 | 26 | 47 | -21 | 26  |
| 15 | Frýdek-Místek                     | 30 | 8  | 7  | 15 | 35 | 48 | -13 | 23  |
| 16 | VSS Košice                        | 30 | 5  | 4  | 21 | 35 | 70 | -35 | 14  |

## Verdetti
- Dukla Praga Campione di Cecoslovacchia 1976/77.
- Dukla Praga ammessa alla Coppa dei Campioni 1977-1978.
- Inter Bratislava e Slavia Praga ammesse alla Coppa UEFA 1977-1978.
- VP Frýdek-Místek e VSS Kosice retrocesse.